# Accident ferroviaire de Yanga
Pour les articles homonymes, voir Yanga.
L’accident de Yanga est survenu le 21 juin 2010, lorsqu'un train reliant Brazzaville à Pointe-Noire, en république du Congo, a déraillé ; quatre voitures sont tombées dans un ravin aux environs de Yanga, entre Bilinga et Tchitondi. Le bilan de l'accident fait état de 76 morts et 745 blessés. Par le nombre de victimes, c'est le deuxième accident ferroviaire de l'histoire de la République du Congo. 
Cet accident est le troisième d’une série dont le premier est le tristement célèbre accident survenu en septembre 1991 à Mvoungouti - une collision avait fait une centaine de morts et environ trois cents blessés -, et celui de 2001, dix ans plus tard et toujours au même endroit.